# Per Dybvig
Per Dybvig född 27 januari 1964 i Stavanger, är en norsk tecknare och illustratör. Han har utbildning från grafisk formgivningslinje vid Bergland vidaregåande skole där han studerade från 1983 till 1985. Han har tecknat för tidningar, bland annat Rogalands Avis, illustrerat böcker. Som barnboksillustratör har han samarbetat med bland annat författarna Bjørn F. Rørvik, Trond Brænne, Marit Nicolaysen och Klaus Hagerup om flera titlar.

## Illustrationer av böcker utgivna på svenska
- Först till framtiden 1988 (text:Willi Railo)
- Varför heter allt som det heter? 1993
- Katten på sjörövarön 1994 (text:Karin Bang)
- Gnu 1995
- Lillklas och Storklas 1996 (text:H.C Andersen)
- Stora vitsboken 1998
- Stora gåtboken 1999
- Sven och råttan i kloakerna 2003 (text:Marit Nicolaysen)
- Sven och råttan reser söderut 2004 (text:Marit Nicolaysen)
- Sven och råttan på kollo 2004 (text:Marit Nicolaysen)
- Kråkans otroliga liftarsemester 2004 (text:Frida Nilsson)
- Arga Maja 2005 (text:Kjersti Scheen)
- Sven och råttan på sjukhus 2005 (text:Marit Nicolaysen)
- Apstjärnan 2005 (text:Frida Nilsson)
- Sven och råttan siktar på guld 2006 (text:Marit Nicolaysen)
- Maja och Jaguaren 2007 (text:Kjersti Scheen)
- Sven och råttan i solsystemet 2007 (text:Marit Nicolaysen)
- Fågelfångarträdet 2007 (text:Torvald Sund)

## Priser och utmärkelser
- Kultur- och kyrkodepartementets priser för barn- och ungdomslitteratur 1994 för Katten på sjørøverøya
- Kultur- och kyrkodepartementets priser för barn- och ungdomslitteratur 2005 för böckerna om Reven og grisungen